# BP
BP je skraćenica iz engleskih riječi before present - Prije sadašnjosti. Značenje je slično kao kod pr. Kr. i uglavnom se rabi u geologiji, arheologiji i drugim znanstvenim disciplinama da bi se navela starost predmeta. Premda se značenje "sadašnjosti" tijekom vremena mijenja, uobičajena praksa je da se za sadašnjost uzme 1. siječnja 1950.
Vrijeme izraženo u BP se obično rabi u datiranja radioaktivnim ugljikom, koji se rabi za uzorak od oksalne kiseline u 1950. Ta godina je izabrana kao svjetska referenca, jer se u prosincu 1949. objavljuju prvi rezultati datiranja radioaktivnim ugljikom.